# Callender Lake
Callender Lake – jednostka osadnicza w Stanach Zjednoczonych, w stanie Teksas, w hrabstwie Van Zandt.